# レベニューシェア
レベニューシェア（英: revenue share）とは、アライアンス（提携）手段のひとつ。支払い枠が固定されている委託契約ではなく、パートナーとして提携し、リスクを共有しながら、相互の協力で生み出した利益をあらかじめ決めておいた配分率で分け合うこと。

## 概要
コンピュータソフトウェアの受託開発を例に取ると、従来は、必要用件をあらかじめ決めて開発を依頼し、それに応じた金額を一度に支払う「買い切り」方式であった。システムが期待通りの成果を上げるか否かがシステムを動かしてみないと分からない物である反面、購入金額が大きく、顧客側の負担が大きかった。またベンダー側も人月ベースで費用が見積もられる場合が多く、開発者には短い期間に大きな稼動がかかり、モチベーションが上がりづらかった。
その他、ミニマムギャランティー(最低保証金額)を設定して、報酬の一部を先払いしてもらい、残りについては一定の割合の金額を後払いで支払う方式もあるが、この場合も完成するまで成果が分からないシステムに対して先払いをすることは、顧客側にとっては負担とリスクが大きく、妥当な契約条件を定めることも難しい面があった。
レベニューシェア方式は、安価でシステムを導入する代わりに、顧客がそのシステムで得た利益から一定の割合の金額を都度ベンダー側に支払う仕組みとなっている（たとえば、電子商取引システムを構築した場合その売り上げの1割～3割をベンダー側に支払うなど）。事業が短期間で立ち行かなくなってしまった場合、顧客の損失は買い切りの時よりも少なくなるが、ベンダー側がそのシステムで得られる利益は少なくなる。逆に、事業が成功し長く持続すれば、顧客の利益は支払い額分少なくなるものの、ベンダーは継続的に一定金額を得続けることが出来るということになる。
このようにリスクと利益を顧客とベンダーの双方で分け合うことで、顧客は初期投資を抑えることが出来る。顧客の利益が直接ベンダーの利益になるためベンダー側も成果物のクオリティを保つモチベーションが上がり、運用やマーケティング支援も含んだ開発となる場合が多く、その部分の顧客の負担も減らされる。またアジャイルソフトウェア開発方式とも相性が良いため長期的に改修を行い続けやすい。